# Евнут Волимонтович
Евнут Волимонтович (в католичестве — Ян) (ум. ноябрь 1432) — литовский боярин, государственный деятель Великого княжества Литовского, первый воевода трокский (1413—1432).

## Биография
Представитель знатного литовского рода, сын влиятельного боярина Волимонта Бушковича, старший брат маршалка великого литовского Румбольда, Кезгайлы, Шадибора, Гудигерда и канцлера великого литовского Судзивоя.
На Городельской унии (1413) Евнут Волимонтович принял польский герб «Задора».
В 1412 году Евнут Волимонтович получил должность старосты трокского, с 1413 года — первый воевода трокский. В 1422 году участвовал в подписании Витовтом Мельнского мирного договора с великим магистром Тевтонского ордена. В 1430 году после смерти Витовта Евнут Волимонтович поддержал избрание его двоюродного брата Свидригайло на литовский великокняжеский престол.
В 1432 году воевода трокский Евнут Волимонтович принимал участие в подписании Гродненской унии между Великим княжеством Литовским и Польским королевством. В том же году за поддержку Свидригайло воевода трокский Евнут вместе с младшим братом, маршалком великим литовским Румбольдом, был казнен по приказу великого князя литовского Сигизмунда Кейстутовича.